# 薩勒卡默什
薩勒卡默什是土耳其的城鎮，由卡爾斯省負責管轄，位於該國東北部，面積1,732平方公里，海拔高度約2,100米，受大陸性氣候影響，2008年人口21,438。